# Johanne Dan
Johanne Dan er et museumsskib, der ligger fast ved Skibbroen i Ribe. Det er en rekonstruktion fra 1972 af everten Johanne, der blev bygget i Ribe i 1867 til tømmerhandler Jørgen Lauritzen. Johanne sejlede med Skibbroen som udgangspunkt mellem lade- og ankerpladser i Vadehavet med stykgods, byggematerialer og brændsel.
Skibet har en bruttotonnage på 35 BRT (et rummål på ca. 99 m³) og dødvægt på 50 tons.
Sejlarealet er ca. 67 m², hvilket ikke er meget i forhold til en dansk jagt, der med samme længde i dækket kunne bære tre gange så meget sejl.
Forklaringen er, at Johanne Dan ligesom andre everter ikke har køl og kun stikker ca. 2 fod (= ca. 60 cm.)
Den flade bund muliggør, at everten i det lavvandede Vadehav kan sejle næsten helt ind til kysten eller op ad åerne, og om nødvendigt kan stå på havbunden ved lavvande, og dermed er uafhængig af broer og havne.
Den oprindelige evert Johanne holdt kun i 15 år og blev ophugget 1882.
Museumsskibet Johanne Dan blev bygget 1972 på Raun Bybergs Skibsbyggeri i Esbjerg for familien Lauritzen/JL-Fondet og var en gave til Ribe. Efterhånden som omkostningerne til vedligehold voksede, besluttedes det i 1987 at overdrage ejerskabet til Ribe Turistforening og siden til foreningen Gammelt Præg i samarbejde med Ribe Træskibslaug.
Lauritzen Fonden bekostede i 2010 en renovering af skibet på Årøsund Bådeværft. Fra sommeren 2013 forestod Ribe Træskibslaug en omfattende renovering af Johanne Dan.
Skibsbevaringsfonden erklærede 2014 Johanne Dan for bevaringsværdig.

## Johanne Dan og J. Lauritzen
Murersvend Jørgen Lauritzen (1821-1903) fra Vilslev løste 1854 borgerskab som tømmerhandler i Ribe. For selv at hente træ i Norge lod han galeasen Frederikke Sofie bygge i Ribe i 1866, og kort efter byggedes everten Johanne.
I 1884 åbnedes i Esbjerg en filial af tømmerhandlen under ledelse af sønnen Ditlev Lauritzen.
Ditlev købte 1888 sit første skib "Uganda" og indledte rederivirksomhed.
I 1914 flyttede han rederiets hovedkontor til København.
- Johanne Dan 2022
- Fordækket
- Med vinteroverdækning

## Eksterne links
- Detaljerede oplysninger om skibet: Johanne Dan - jmarcussen.dk
- Skibsnavn: Johanne Dan Arkiveret 3. september 2014 hos  Wayback Machine - traeskib.dk
- Johanne Dan Arkiveret 3. september 2014 hos  Wayback Machine - ribe1300.dk
- Ribe Træskibslaug - ribe-traeskibslaug.dk
- Forlænget liv til gammel dame - Maritime Danmark 4. januar 2010
- Det gode skib Johanne Dan vendte hjem til Ribe - JydskeVestkysten 11. juli 2010
- Johanne Dan Arkiveret 3. september 2014 hos  Wayback Machine - gammeltpraeg.dk 25. oktober 2012
- B-skibe: Johanne Dan Arkiveret 29. august 2018 hos  Wayback Machine - skibsbevaringsfonden.dk

55°19′47″N 8°45′45″Ø / 55.32972°N 8.76242°Ø